# Blechnum humbertii
Blechnum humbertii är en kambräkenväxtart som beskrevs av Tard. Blechnum humbertii ingår i släktet Blechnum och familjen Blechnaceae. Inga underarter finns listade.